# غرانت هيلاري
غرانت هيلاري (بالإنجليزية: Grant Hillary)‏ هو مجدف جنوب أفريقي، ولد في 12 نوفمبر 1969.

## وصلات خارجية
- غرانت هيلاري على موقع الاتحاد الدولي للتجديف (الإنجليزية)
- غرانت هيلاري على موقع أوليمبيديا (الإنجليزية)